# Metamastophora
Metamastophora, monotipski rod crvenih algi iz porodice Mastophoraceae, dio reda Corallinales. Taksonomski je priznat kao zaseban rod. Jedina vrsta je morska alga M. flabellata pronađena kod Australije, nekim pacifičkim otocima (Federalne Države Mikronezije, Guam, Marijanski otoci) i Izraela (kao Metamastophora lamourouxii)

## Sinonimi
- Melobesia flabellata Sonder 1845
- Mastophora flabellata (Sonder) Harvey 1849
- Melobesia plana Sonder 1845
- Melobesia stelligera Endlicher & Diesing 1845
- Peyssonnelia caulescens Kützing 1847
- Mastophora plana (Sonder) Harvey 1849
- Mastophora stelligera (Endlicher & Diesling) Kützing 1849
- Mastophora hypoleuca Harvey 1849
- Mastophora lamourouxii Decaisne ex Harvey 1849
- Lichenella brentii J.E.Gray 1858
- Mastophora lamourouxii var. latior Sonder 1880
- Pterigospermum caulescens (Kützing) Kuntze 1891
- Metamastophora plana (Sonder) Setchell 1943
- Metamastophora stelligera (Sonder) Setchell 1943
- Metamastophora lamourouxii (Decaisne ex Harvey) Setchell 1943